# John Muir High School
John Muir High School est un lycée polyvalent d'un cursus complet de quatre ans, situé à Pasadena, en Californie et fait partie du Pasadena Unified School District (PUSD). L'école porte le nom du conservateur John Muir, connu pour d'être opposé à la construction d'un barrage dans la vallée d'Hetch Hetchy.

## Histoire
En 1926, le Pasadena Unified School District construit un deuxième lycée au nord-ouest de la ville. L'école s'appelle John Muir Technical High School et, bien que majoritairement blanche, elle accueille une communauté croissante d'étudiants noirs, japonais-américains et mexicains-américains. En 1938, l'école est convertie en collège d'enseignement supérieur et rebaptisée Pasadena Junior College West. L'établissement scolaire ferme pendant la Seconde Guerre mondiale et les locaux sont utilisés par l'armée américaine comme école de formation.
Muir rouvre sous le nom de John Muir Junior College en 1947. L'école combine alors les deux dernières années du lycée avec un programme complet de collège d'enseignement supérieur. Au semestre d'automne 1954, l'école change à nouveau son cursus pour devenir l'actuelle John Muir High School, un lycée de cycle complet sur quatre ans.
Avant 1964, de nombreux étudiants blancs de la communauté de La Cañada Flintridge, Californie, rejoignent ceux du quartier noir du nord-ouest de Pasadena et de la communauté mixte d'Altadena. Près de 3 000 étudiants étudiants y sont inscrits. En 1963, La Cañada Flintridge construit son propre lycée et retire ses élèves, à l'exception de ceux qui devraient obtenir leur diplôme en 1964. Peu de temps après, le district scolaire de Pasadena City crée Blair High School, siphonnant une autre partie importante de la population de l'école.

### Comportement sexuel répréhensible et polémique
En 2000, un enseignant, Cyrus Javaheri, plaide coupable pour avoir eu des relations sexuelles en réunion avec des mineurs. L'enseignant a attiré deux élèves de l'école en plus d'un autre mineur via Internet. De plus, de nombreuses séances de cybersexe se sont déroulées entre l'enseignant et plusieurs mineurs, sont certains n'ont que 12 ans,.

En 2002, l'enseignant caucasien Scott Phelps est au centre de la controverse lorsqu'il affirme que la majorité des élèves en échec et perturbateurs sont noirs,,. 

« Mais dans leur grande majorité, les élèves dont le comportement rend les couloirs assourdissants, qui crient après le professeur et exigent une attention immédiate en classe, qui ne semblent pas pouvoir s'arrêter de bavarder et sont fascinés par les autres et leurs relations, mais pas par les études, bref, dont le comportement sape la force et l'énergie de ceux qui sont en première ligne, sont afro-américains. »

Ces propos divisent les Blancs et les Noirs de chaque communauté. Alors que certains étudiants et enseignants soutiennent son affirmation selon laquelle la majorité des étudiants sous-performants sont noirs, d'autres s'en offusquent. Par la suite, Phelps est mis en congé administratif pour 2 semaines « pour sa sécurité » mais il est autorisé à retourner à l'école quelques jours plus tard. En 2005, Phelps est élu au conseil d'administration du district scolaire unifié de Pasadena (Pasadena Unified School District Board of Trustees), où il est responsable du PUSD Finance Subcommittee. En 2022, alors que la saison électorale du PUSD commence, Phelps dit qu'il « ne souhaite pas se faire réélire ».

## Parcours de carrière étudiant
En 2022, John Muir High School Early College Magnet est le seul early college au sein de Pasadena Unified School District et collabore avec le Pasadena City College. Les étudiants suivent de la 9e à la 12e année l'un des parcours d'études supérieures et de carrière proposé à Muir : arts, divertissement et médias ; arts graphiques et design ; ingénierie et science environnementale ; affaires et entrepreneuriat. Ces parcours ont la particularité d'être reconnus comme Linked Learning certifié par ConnectEd.

## Effort de réinvention
Pendant plusieurs années, Muir High School a été placé sous surveillance de l'État. En octobre 2007, le conseil scolaire du PUSD approuve la reconstitution du lycée John Muir pour l'année scolaire 2008-2009. Le district travaille avec les parents, le personnel, les entreprises locales et d'autres membres de la communauté pour élaborer un plan de reconstitution, qui sera connu ultérieurement sous le nom de plan de « réinvention » de Muir. L'effort de réforme reçoit le soutien de ConnectEd, une organisation partenaire de la Fondation Irvine, pour mettre en œuvre le Linked Learning (l'« apprentissage lié »), en relation avec les districts de Californie. Cette réforme consiste à refondre la structure académique pour inclure les parcours lycéens et professionnels, le développement professionnel et un soutien communautaire étendu. Elle oblige les enseignants et le personnel à postuler à nouveau pour leur poste,.
Cette réforme de l'« apprentissage lié » est présentée dans une étude approfondie de deux ans menée par le Stanford Center for Opportunity Policy in Education (SCOPE) en 2012. Selon l'étude SCOPE « à de nombreux égards, en seulement 3 ans, Muir High School a, en fait, démontré de manière très crédible le succès du modèle d'apprentissage lié (Linked Learning). ».

### Ranch Muir
De 2011 à 2018, une équipe d'enseignants et d'étudiants bénévoles convertit 1,5 acre du campus du lycée John Muir en ferme urbaine. Muir Ranch cultive une variété de fleurs, de légumes et de fruits. Les élèves peuvent effectuer des travaux d'intérêt général ou des stages pour obtenir leur diplôme en s'inscrivant à des cours au Ranch. Muir Ranch propose également des stages rémunérés aux étudiants qui sont financés par des dons privés, des événements spéciaux, des ventes sur les marchés fermiers et des abonnements au programme de « box » (boîtes de produits) du Ranch,.

### Sport
Au football, en 2012, le cornerback de Muir, Kevon Seymour, signe avec l'Université de Californie du Sud,. Il est classé 15e cornerback aux États-Unis par ESPN. Il joue en 2022 aux Baltimore Ravens.
les Mustangs dominent la Ligue du Pacifique au cours des saisons 2013 et 2014, tout en remportant des épreuves de séries de ligue et font des apparitions en quart et en demi-finale des playoffs de la section sud-est de la CIF (California Interscholastic Federation).
Étudiant de Muir, Dejon Williams est nommé « Joueur offensif de l'année 2013 » par le Pasadena Star News.
Au cours de l'année scolaire 2021-2022, Muir réussit à se qualifier pour les éliminatoires du CIF-SS (California Interscholastic Federation-Southern Section) bien qu'il n'ait pas joué le Turkey Tussle. Muir est à égalité avec ses rivaux de Crosstown pour la première place des séries éliminatoires.
En athlétisme, Tierra Adams est une lanceuse de poids de haut niveau de l'État de Californie. Elle est championne en titre de la CIF au lancer du poids, a pris la 4e place aux Jeux olympiques juniors de l'AAU en Caroline du Nord, la 5e en salle et la 7e à l'Arcadia Invitational. Elle a signé avec les Bulldogs de Fresno States.

#### Turkey Tussel
La tradition du match de football annuel Turkey Tussle commence en 1947 entre le Pasadena Community College et le John Muir Junior College. Les deux écoles se rencontrent jusqu'en 1953. En 1954, la rivalité annuelle reprend entre ce qui est désormais Pasadena High School et John Muir High School et se déroule au Rose Bowl Stadium. Muir remporte le Turkey Tussle plusieurs années,.

### Documentaire
En 2019, le cinéaste et ancien élève de Muir, Pablo Miralles, réalise un film sur le lycée John Muir intitulé Can We All Get Along ? The Segregation of John Muir High School,. Le film présente les histoires d'anciens élèves, de parents, d'enseignants et d'administrateurs de plus de 80 ans à l'école du Nord-Ouest, de sa base traditionnellement noire, mexicaine-américaine, japonaise-américaine et blanche - lorsqu'elle est « naturellement » intégrée, à sa « re-ségrégation » en 2012 dans un campus presque entièrement latino et noir.

## Élèves notables

### Lycée technique John Muir (1926-1938)
- Jackie Robinson (1936), premier joueur noir de baseball des ligues majeures[27].
- Matthew Mack Robinson (1932), médaillé d'argent olympique du 200 m en 1936.

### Collège junior John Muir (1947-1954)
- John Van de Kamp (1952), procureur général de Californie (1982–1991)[27].

### Lycée John Muir (1954)
- Mary Akor, coureuse de fond nigériane-américaine.
- Stacey Augmon, (1986), basketteur, NBA et Jeux olympiques.
- John Beal (1964), compositeur de musique de bandes-annonces de films et ancien vétéran militaire de la guerre du Vietnam et du Corps des Marines[27],[28].
- Richard Bell (1984), joueur de la NFL pour les Steelers de Pittsburgh.
- Richard Bellis (1964), compositeur de musique de film et de télévision, ancien président de la CLGA (The ArQuives), ancien gouverneur de l'ATAS, conférencier de l'USC, directeur musical et ancien acteur[29].
- Alice Brown (1978) médaillée d'or olympique en athlétisme en 1984 et 1988.
- Chad Brown (1988), lineback de football, Steelers de Pittsburgh et Seahawks de Seattle.
- Tim Buchanan (1964), joueur de la NFL[30].
- Dave Buchanan (1967), NFL, CFL et WFL (Ligue mondiale de football)
- Julie Bunn, (1975), législatrice, Chambre des représentants du Minnesota (2007-2011).
- Octavia Butler (1964), auteur de science-fiction (décédée en 2006)[27].
- Steven Clarke (1966), biochimiste et pionnier de la recherche sur le vieillissement.
- Andre Coleman (1982), auteur américain, scénariste et journaliste primé.
- Roger Dawson (1958), musicien de jazz et de salsa, DJ new-yorkais[27].
- Ricky Ervins (1987), USC Rose Bowl Game MVP 1990, NFL Washington Redskins Super Bowl XXVI leader de la course, 49ers de San Francisco 1995.
- Darrell Evans (1965), joueur de baseball majeur, 1969-89[27].
- Scott Garnett (1980), joueur de ligne défensive de la NFL.
- Ryan Hollins (2002), joueur de la NBA et centre des Timberwolves du Minnesota, Clippers de Los Angeles.
- Darick Holmes, (1989) joueur de la NFL pour les Bills de Buffalo, Packers de Green Bay , Colts d'Indianapolis.
- Michelle Huneven (1969), autrice.
- Bobby Hutcherson (1958), vibraphoniste de jazz, compositeur et chef d'orchestre[27].
- Rodney King, (1987), battu par la police après une poursuite en voiture en 1991. Les acquittements d'officiers ont conduit à des émeutes raciales à Los Angeles et dans les environs en 1992.
- Robert N. Lemen (1961), législateur de l'État du Minnesota[31].
- Herbie Lewis (1958), bassiste et professeur de jazz[27].
- Jackie Long (1998), acteur.
- Johnnie Lynn (1975), joueur de la NFL, Jets de New York, entraîneur adjoint de la NFL, 49ers de San Francisco, Giants de New York, Eagles de Philadelphie.
- Saladin McCullough, footballeur gridiron , frère de Sultan McCullough.
- Sultan McCullough (1998), joueur de la NFL[32].
- Anthony Miller (1983), wide receiver de la NFL.
- Inger Miller (1990), médaillée d'or olympique en athlétisme[27].
- Obéa Moore (1997), détenteur du record du monde des courses de 400 mètres pour les coureurs de 17 ans et moins en 45,14 ; l'un des coureurs de lycée américains les plus rapides de tous les temps.
- Dennis Muren (1964) artiste d'effets visuels primé à plusieurs reprises aux Oscars[33].
- Renee Tajima-Peña (1976), réalisatrice de documentaires[34].
- Danny Pittman (1976), joueur de la NFL.
- Marcus Robertson (1987), Titans du Tennessee et Seahawks de Seattle.
- David Lee Roth (1972), chanteur principal de Van Halen 1974-85, 1996, 2007-2011[27].
- Ruwanga Samath (2000), producteur de disques et président de The Bird Call Productions.
- Kevon Seymour (2012), joueur de la NFL - Bills de Buffalo.
- Rod Sherman (1962), footballeur professionnel[27].
- Sirhan Sirhan (1963), jugé coupable de l'assassinat de Robert F. Kennedy en 1968[35].
- Jeffrey C. Stewart (1967), professeur et écrivain lauréat du prix Pulitzer de biographie en 2019[36].
- Albert Stinson (1962), bassiste de jazz [27].
- Joel Thomas (1985), médaillé d'or olympique de 1992, natation.
- Jacque Vaughn, (1993) entraîneur-chef de la NBA et joueur du Magic d'Orlando.
- LaShaun Ward (1998), joueur de la NFL[37].
- DeWayne Walker (1978), joueur de football professionnel de la LCF et entraîneur de football américain
- Ken Whittingham (1977), réalisateur de télévision américain
- Linetta Wilson (1985), médaillée d'or olympique, athlétisme (1996)
- Mike Sulcer (1990), CIF State Champion 400m, 4x400m Champion track end field